# Marijana Petir

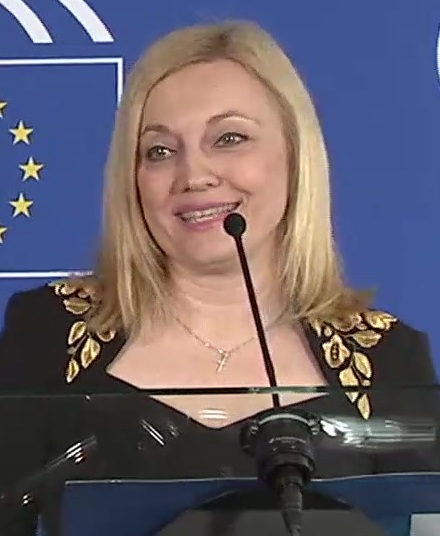
Marijana Petir, 2019

Marijana Petir (* 4. Oktober 1975 in Kutina) ist eine kroatische Politikerin der Kroatischen Bauernpartei.

## Leben
Petir ist seit 2014 kroatische Abgeordnete im Europäischen Parlament. Dort ist sie Mitglied im Ausschuss für Landwirtschaft und ländliche Entwicklung, im Ausschuss für die Rechte der Frau und die Gleichstellung der Geschlechter und in der Delegation im Gemischten Parlamentarischen Ausschuss EU-Ehemalige Jugoslawische Republik Mazedonien.